# عيادة أيوب الكبيسي
عيادة بن أيوب بن سويدان الكبيسي (1946 - 2019) عالم مسلم وفقيه ومفسر وداعية عراقي، شغل منصب أستاذ التفسير وعلوم القرآن في كلية الشريعة والدراسات الإسلامية بجامعة الشارقة، ولهُ كتب ومؤلفات عديدة.

## التعليم
قرأ على عدة علماء منهم: الشيخ العلامة عبد الستار بن ملا طه الكبيسي، الذي توسم فيه النبوغ والصلاح في صباه، والشيخ محمد المدرس. حصل على شهادة بكالوريوس في الشريعة الإسلامية من جامعة بغداد عام 1977م، ثم حصل على شهادة ماجستير في الدراسات الإسلامية من جامعة أم القرى، بمكة المكرمة عام 1402هـ/ 1982م. وحصل على شهادة دكتوراه في التفسير وعلوم القرآن من جامعة أم القرى عام 1407هـ/1987م.

## من مؤلفاته
للشيخ عيادة الكثير من المؤلفات ومن أبرزها:
- دراسات في التفسير ومناهجه.
- صحابة رسول الله ﷺ في الكتاب والسنة.
- أبرز أسس التعامل مع القرآن الكريم.
- الأربعون المنيرة في الأجور الكبيرة على الأعمال اليسيرة.
- الوسوسة: أسبابها وعلاجها.
- لباس التقوى والتحديات المعاصرة للمرأة المسلمة.
- دعائم السلوك الأمثل من الكتاب والسنة.
- التراث المنقول ومناهج النظر فيه: التفسير بالمأثور أنموذجاً.
- مناهج المفسرين بين الأثر والتجديد: عرض ونقد.

## وفاته
توفي فجر يوم السبت 17 ربيع الآخر 1441 هـ / 14 كانون الأول 2019م، في مستشفى توأم في مدينة العين.